# North Star (Delaware)
Pour les articles homonymes, voir North Star.
North Star est une census-designated place située dans le comté de New Castle, dans l’État du Delaware, aux États-Unis. Sa population s’élève à 7 980 habitants lors du recensement de 2010.

## Démographie
| 2000  | 2010  | - | - | - | - |
| ----- | ----- | - | - | - | - |
| 8 277 | 7 980 | - | - | - | - |

## Source
- (en) Cet article est partiellement ou en totalité issu de l’article de Wikipédia en anglais intitulé « North Star, Delaware » (voir la liste des auteurs).